# Ruta microcarpa
La Ruta microcarpa és una planta fanerògama de la família de les Rutaceae.

## Distribució
La Ruta microcarpa és endèmica de l'illa de la Gomera, Illes Canàries, Espanya. Creix entre els 350 i 675 metres, distribuïdes en set subpoblacions: Mulagua, Roque Cano, Risco de las Zulas, Alojera, Caraballo., Ermita de San Juan i Montefuerte, en la part nord de l'illa. La seva àrea d'ocupació és de 6 km². L'augment de les tendències s'han reportat per a la seva distribució.

Àrea de distribució de la Ruta microcarpa

## Descripció i ecologia
Aquest arbust creix en matolls associats amb el bosc termòfil Brachypodio-Juniperetum canariensis (Mesa Coello et al. 2004). Les espècies freqüents que l'acompanyen són Maytenus canariensis, Filipes Spartocytisus, Olea cerasiformis, Globularia salicina, Aeonium castello-paivae i Juniperus turbinata ssp. canariensis. A les zones més alterades, l'acompanyen espècies com Euphorbia lamarckii, Senecio kleinia i Cistus monspeliensis es tornen més prominents.
La Ruta microcarpa està catalogada com a planta en perill d'extinció a causa de la seva àrea de distribució geogràfica restringida, amb una superfície d'ocupació de 6 km² i tendències negatives reportades per la seva distribució i l'abast i la qualitat del seu hàbitat. El flux genètic entre subpoblacions és baixa, el pasturatge i la competència limiten l'expansió de l'espècie.